# Maciej z Bogusławic
 Maciej z Bogusławic  herbu Ostoja (zm. po 1428 r.) – dziedzic dóbr ziemskich w Bogusławicach i Jackowie.

## Życiorys
Maciej z Bogusławic był właścicielem części Bogusławic i Jackowa (położonych obecnie w województwie śląskim, w powiecie częstochowskim). Jego synami zapewne byli Leonard i Ścibor z Bogusławic. W roku 1405 świadczył w procesie Jana z Łyskorni naganionego przez Macieja z Raczyna. W roku 1412 naganił w szlachectwie Jakuba z Jankowic przed sądem w Radomsku. Maciej z Bogusławic świadczył także w lutym 1424 roku w sprawie Stanisława Cichosza z Kraszkowic naganionego przez Piotra z Olewina. W roku 1426, w Radomsku, Maciej z Bogusławic wraz z Janem Gsekiem z Jackowa herbu Ostoja (zapewne krewnym) potwierdzili szlachectwo Piotra z Biestrzykowa herbu Amadej. Maciej wraz z Leonardem z Bogusławic herbu Ostoja świadczyli w sprawie Stefana z Ulesia naganionego w czerwcu 1427 roku przez Jana Kolano z Ulesia. Naganiony zaproponował sześciu światków mających potwierdzić jego szlachectwo, byli to: Wawrzyniec i Bartłomiej z Szynczyc herbu Rogala, Jan z Rożniatowic i Henryk Biel z Błeszna herbu Ostoja oraz Mikołaj i Jan z Radkowa herbu Prawdzic. Sprawa znalazła swój finał rok później w Nowym Mieście Korczynie. Zmianie uległ zarówno sąd jak i skład świadków, który stanowili: Mikołaj z Kalenic i Świętosław z Luborczy herbu Rogala, wspomniani wyżej Maciej i Leonard z Bogusławic herbu Ostoja, a także Mikołaj i Florian z Borkowy herbu Prawdzic. Jest wielce prawdopodobne, iż Maciej i Leonard z Bogusławic herbu Ostoja są tożsami z Maciejem i Leonardem z Jackowa, którzy, jako ojciec z synem, w roku 1413 procesowali się w Radomsku z sąsiadami, Mikołajem i Wojciechem z Jackowa.